# Omar Ortiz
Omar Ortiz Uribe (* 13. März 1976 in Monterrey) ist ein ehemaliger mexikanischer Fußballspieler. Der Torhüter war mexikanischer Nationalspieler.
Er begann seine Karriere 1997 beim CF Monterrey. 2001/02 spielte er bei Atlético Celaya, um dann für ein halbes Jahr zu den Rayados zurückzukehren. Die Apertura 2003 war er bei Necaxa. Danach stand er bis 2007 bei Jaguares de Chiapas unter Vertrag. 2008 war er wieder bei Necaxa und 2009 beim CF Atlante. Im Sommer 2009 wurde er wieder von seinem alten Klub Monterrey verpflichtet. Als Ersatztorhüter war er Teil der Meistermannschaft der Apertura 2009. Sowohl bei einem Meisterschaftsspiel im März 2010 als auch im Mai bei der Copa Libertadores wurde er positiv auf Oxymetholon und Drostanolon getestet und anschließend wegen Dopings für zwei Jahre gesperrt.
Ortiz wurde einmal in die mexikanische Nationalmannschaft berufen. Beim CONCACAF Gold Cup 2002 bestritt er das Spiel gegen Guatemala.